# Futbol'nyj Klub Dynamo Kyïv 2011-2012
Questa voce raccoglie le informazioni riguardanti il Futbol'nyj Klub Dynamo Kyïv (Dinamo Kiev) nelle competizioni ufficiali della stagione 2011-2012.

## Rosa
| N. |                               | Ruolo | Calciatore                       |
| -- | ----------------------------- | ----- | -------------------------------- |
| 1  | Ucraina (bandiera)            | P     | Oleksandr Šovkovs'kyj (capitano) |
| 2  | Brasile (bandiera)            | D     | Danilo Silva                     |
| 3  | Brasile (bandiera)            | D     | Betão                            |
| 5  | Croazia (bandiera)            | C     | Ognjen Vukojević                 |
| 6  | Macedonia del Nord (bandiera) | D     | Goran Popov                      |
| 7  | Ucraina (bandiera)            | A     | Andrij Ševčenko (vice capitano)  |
| 8  | Ucraina (bandiera)            | C     | Oleksandr Alijev                 |
| 9  | Ucraina (bandiera)            | A     | Andrij Jarmolenko                |
| 10 | Ucraina (bandiera)            | A     | Arcëm Mileŭski                   |
| 11 | Nigeria (bandiera)            | A     | Brown Ideye                      |
| 13 | Svizzera (bandiera)           | C     | Admir Mehmedi                    |
| 15 | Montenegro (bandiera)         | D     | Janko Simović                    |
| 16 | Nigeria (bandiera)            | C     | Frank Temile                     |
| 17 | Ucraina (bandiera)            | D     | Taras Mychalyk                   |
| 18 | Argentina (bandiera)          | C     | Facundo Bertoglio                |
| 19 | Ucraina (bandiera)            | C     | Denys Harmaš                     |
| 20 | Ucraina (bandiera)            | C     | Oleh Husjev                      |
| 21 | Brasile (bandiera)            | C     | Gérson Magrão                    |

| N. |                     | Ruolo | Calciatore            |
| -- | ------------------- | ----- | --------------------- |
| 22 | Ucraina (bandiera)  | A     | Artem Kravec'         |
| 24 | Nigeria (bandiera)  | A     | Fanendo Adi           |
| 25 | Nigeria (bandiera)  | C     | Lukman Haruna         |
| 26 | Ucraina (bandiera)  | D     | Andrij Nesmačnyj      |
| 27 | Colombia (bandiera) | A     | Andrés Escobar        |
| 30 | Marocco (bandiera)  | D     | Badr El Kaddouri      |
| 31 | Ucraina (bandiera)  | P     | Stanislav Bohuš       |
| 34 | Ucraina (bandiera)  | D     | Jevhen Chačeridi      |
| 35 | Ucraina (bandiera)  | P     | Maksym Koval          |
| 36 | Serbia (bandiera)   | C     | Miloš Ninković        |
| 37 | Nigeria (bandiera)  | C     | Ayila Yussuf          |
| 44 | Brasile (bandiera)  | D     | Leandro Almeida       |
| 45 | Ucraina (bandiera)  | C     | Vladyslav Kalytvyncev |
| 49 | Ucraina (bandiera)  | A     | Roman Zozulja         |
| 71 | Ucraina (bandiera)  | P     | Denys Bojko           |
| 77 | Brasile (bandiera)  | C     | Carlos Corrêa         |
| 81 | Ucraina (bandiera)  | D     | Artem Suchoc'kyj      |
| 99 | Brasile (bandiera)  | C     | Dudu                  |

## Risultati

### Champions League

#### Terzo turno
| Arbitro: | Fernández Borbalán |

|  |           |                             |
|  | Marcatori | 6’ Kasaev 68’ (rig.) Natcho |

| Arbitro: | Braamhaar |

|                          |           |             |
| Dyadyun 19’ Medvedev 88’ | Marcatori | 90+3’ Gusev |

### Europa League

#### Play-off
| Arbitro: | Koukoulakis |

|           |           |                              |
| Yanev 13’ | Marcatori | 7’ (rig.) Ninković 77’ Ideye |

| Arbitro: | Attwell |

|              |           |  |
| Mileŭski 74’ | Marcatori |  |

#### Fase a gironi
| Arbitro: | Alin Hategan |

|                 |           |            |
| Vukojević 90+1’ | Marcatori | 55’ Jerome |

| Arbitro: | Strahonja |

|           |           |          |
| Mikha 44’ | Marcatori | 9’ Ideye |

| Arbitro: | Mažić |

|               |           |  |
| Garmash 90+4’ | Marcatori |  |

| Arbitro: | Skjerven |

|             |           |  |
| Korkmaz 67’ | Marcatori |  |

| Arbitro: | Meyer |

|           |           |                  |
| Jones 81’ | Marcatori | 27’ (aut.) Upson |

| Arbitro: | Stålhammar |

|                                |           |                               |
| Yeini 12’ (aut.) Gusev 17’ 80’ | Marcatori | 49’ Vered 62’ Atar 75’ Dabbur |